# Cheval en Zambie
Le cheval en Zambie est introduit par les colons anglais, qui importent avec eux les pratiques du polo et les courses hippiques. Le cheval est désormais surtout utilisé pour le travail du bétail, malgré la présence de maladies endémiques qui nuisent considérablement à son élevage. 

## Histoire
Les colons anglais importent des chevaux en Rhodésie du Nord au début du XXe siècle, ainsi que leurs pratiques telles que le polo et le sport hippique : elles font partie intégrante du style de vie colonial. La mortalité chez les chevaux importés est alors très importante, en particulier durant la saison des pluies. Un cheval qui survit à une saison des pluies est dit « salé » : sa valeur devient huit à dix fois plus importante que celle d'un cheval « non-salé ».
La Zambia Polo Association est créée en 1966, avec des clubs de pratiquants à Lusaka, Nkana et Mazabuka ; par ailleurs des compétitions sont régulièrement tenues entre les joueurs de Zambie et ceux d'Afrique du Sud.
Le Jockey Club of Zambia est chargé de l'organisation des courses hippiques ; il traverse des difficultés au début des années 1970.
La présence de chevaux en Zambie est signalée en 1978, dans l'ouvrage de référence The Mammals of Zambia, par W. F. H. Ansell.

## Pratiques
Le cheval a historiquement beaucoup été utilisé pour la chasse, en particulier aux buffles. L'équitation de travail pour la gestion du bétail est désormais pratiquée en Zambie. Des safaris à cheval et des randonnées touristiques équestres sont organisés

## Élevage et diffusion
D'après la base de données DAD-IS, quatre races de chevaux, toutes d'origine extérieure, sont élevées en Zambie : le Trait belge, le Percheron, le Shire et le Suffolk Punch
Le pays est touché par la trypanosomiase africaine, qui a été étudiée chez les chevaux de ranch pour la première fois en 1979.
La babésiose est un obstacle majeur à l'expansion de l'élevage équin en Zambie. S. typhimurium a été isolé dans les lésions de lymphangite de trois chevaux zambiens en 1977. Des suspicions de molluscum contagiosum ont porté sur trois chevaux de la région de Chingola, étudiés en 1991.

## Culture
Bien que sa présence soit récente, le cheval est cité dans les contes zoulous, sous le nom de haci en langue zouloue.